# Nullum crimen sine culpa
Nullum crimen sine culpa – łacińska sentencja prawnicza oznaczająca – nie ma przestępstwa bez winy lub szerzej – nie ma odpowiedzialności karnej bez winy.
Zgodnie z obowiązującym Kodeksem karnym z 1997 roku jedną z przesłanek odpowiedzialności sprawcy czynu zabronionego jest możliwość przypisania mu winy w czasie popełnienia tegoż czynu. Jeżeli zatem jego zachowanie było niezawinione, nie popełnia przestępstwa (art. 1 § 3 kk).
Na gruncie polskiego prawa karnego sprawca nie popełnia również wykroczenia, jeżeli nie można mu przypisać winy w czasie popełniania czynu zabronionego (art. 1 § 2 Kodeksu wykroczeń).